# Comuna de Wiązownica
Wiązownica (polaco: Gmina Wiązownica) é uma gminy (comuna) na Polónia, na voivodia de Subcarpácia e no condado de Jarosławski. A sede do condado é a cidade de Wiązownica.
De acordo com os censos de 2004, a comuna tem 10 975 habitantes, com uma densidade 45 hab/km².

## Área
Estende-se por uma área de 243,86 km², incluindo:
- área agrícola: 45%
- área florestal: 48%

## Demografia
Dados de 30 de Junho 2004:
|                      | Total   | Total | Mulheres | Mulheres | Homens  | Homens |
| -------------------- | ------- | ----- | -------- | -------- | ------- | ------ |
|                      | pessoas | %     | pessoas  | %        | pessoas | %      |
| População            | 10 975  | 100   | 5533     | 50,4     | 5442    | 49,6   |
| Densidade (pop./km²) | 45      | 100   | 22,7     | 22,7     | 22,3    | 22,3   |

De acordo com dados de 2002, o rendimento médio per capita ascendia a 1278,67 zł.

## Subdivisões
- Cetula, Manasterz, Mołodycz, Nielepkowice, Piwoda, Radawa, Ryszkowa Wola, Surmaczówka, Szówsko, Wiązownica, Wólka Zapałowska, Zapałów.

## Comunas vizinhas
- Adamówka, Jarosław, m. Jarosław, Laszki, Oleszyce, Sieniawa, Stary Dzików